# ボンソワ モンシュエル
『ボンソワ モンシュエル』は、STVラジオで2024年4月7日から放送されているラジオ番組枠の名称。

## 番組の経緯・概要
- 『KANのロックボンソワ』(以下、ロックボンソワ) の後継番組にあたる。 『ロックボンソワ』のパーソナリティ・KANの病気療養に伴い、2023年10月よりKANと同じアップフロントグループの事務所に所属する後輩である宮崎由加・小片リサ・入江里咲 (Juice=Juice)・山﨑愛生 (モーニング娘。[注釈 1])[注釈 2] がそれぞれ代役を務め、同年11月12日にKANが死去した後も、2024年3月までこの体制での放送が継続された。
- STVラジオの2024年4月改編で『ロックボンソワ』が正式に終了し、枠移動のうえ改題することとなった[1]。代役を務めたパーソナリティは宮崎を除いて続投し、新たに稲場愛香が加わった[2]。

- 番組名の「モンシュエル」は、「月1回」を意味するフランス語に由来する[3]。『ボンソワ モンシュエル』からはそれぞれの番組メールアドレスを使用している[4]。
- ラジオネームの代わりに第2週は「まなボンネーム」、第4週は「スマボンネーム」を使用している。
- 番組の最後には次回担当の「○○さんにバトンタッチ」と言うのがお決まりになっている。
- 毎回のオンエア曲などはホームページに記載されている[4]。

## 出演者
STVラジオの番組表、radikoには以下の各番組タイトルで表記されている。
- 山﨑愛生（モーニング娘。'24）- 第1週『モーニング娘。'24 山﨑愛生のメイボンソワ』
- 稲場愛香 - 第2週『稲場愛香のまなかん♡ボンソワ』
- 谷本安美（つばきファクトリー）- 第3週『つばきファクトリー 谷本安美のあんみぃボンソワ』[5]
- 入江里咲（Juice=Juice） - 第4週『Juice=Juice入江里咲のスマイルボンソワ』[注釈 3][6]
- 第5週目 - 2024年度は固定した担当は設けられず2024年6月は稲場愛香[7]、2024年9月は工藤由愛[8]、2024年12月は谷本安美[9]2025年3月は工藤由愛[10]が担当。

2025年度から工藤由愛が正式に担当- 『工藤由愛のたまにタコボンソワ』

## 過去の出演者
- 小片リサ - 第3週『小片リサのラブボンソワ』(2024年4月～9月)[12]

## コーナー
ふつおた・リクエスト
すべての週で共通して募集している。
メイボンソワのテーマメール
『メイボンソワ』では「私のグッズ集め」「私の座右の銘」「今、挑戦している事」「恋バナ」などのテーマでメッセージを募集している。